# Challenger de Granby 2022
El torneo Championnats Banque Nationale de Granby 2022 fue un torneo de tenis perteneció al ATP Challenger Tour 2022 en la categoría Challenger 80. Se trató de la 1ª edición; el torneo tuvo lugar en la ciudad de Granby (Canadá), desde el 22 hasta el 28 de agosto de 2022 sobre pista dura al aire libre.

## Jugadores participantes del cuadro de individuales
| Favorito | País                                  | Jugador             | Rank1 | Posición en el torneo |
| -------- | ------------------------------------- | ------------------- | ----- | --------------------- |
| 1        | Bandera de Francia                    | Arthur Rinderknech  | 64    | Baja                  |
| 2        | Bandera de República Checa            | Jiří Veselý         | 67    | Primera ronda         |
| 3        | Bandera de Australia                  | Jordan Thompson     | 106   | Cuartos de final      |
| 4        | Bandera de Estados Unidos             | Stefan Kozlov       | 113   | Baja                  |
| 5        | Bandera de Francia                    | Ugo Humbert         | 155   | Cuartos de final      |
| 6        | Bandera de la República Popular China | Juncheng Shang      | 245   | FINAL                 |
| 7        | Bandera de Alemania                   | Cedrik-Marcel Stebe | 250   | Segunda ronda         |
| 8        | Bandera de la República Dominicana    | Nick Hardt          | 268   | Baja                  |
| 9        | Bandera de Japón                      | Hiroki Moriya       | 286   | Semifinales           |
| 10       | Bandera de Colombia                   | Nicolás Mejía       | 289   | Cuartos de final      |

- 1 Se ha tomado en cuenta el ranking del 14 de noviembre de 2022.

### Otros participantes
Los siguientes jugadores recibieron una invitación (wild card), por lo tanto ingresan directamente al cuadro principal (WC):
- Juan Carlos Aguilar
- Gabriel Diallo
- Marko Stakusic

Los siguientes jugadores ingresan al cuadro principal tras disputar el cuadro clasificatorio (Q):
- Alafia Ayeni
- Justin Boulais
- Colin Markes
- Dan Martin
- Aidan Mayo
- Luke Saville

## Campeones

### Individual Masculino
- Gabriel Diallo derrotó en la final a  Juncheng Shang, 7–5, 7–6(5)

### Dobles Masculino
- Julian Cash /  Henry Patten derrotaron en la final a  Jonathan Eysseric /  Artem Sitak, 6–3, 6–2